# 勝国寺 (世田谷区)
勝国寺（しょうこくじ）は、東京都世田谷区にある新義真言宗の寺院。所在地が世田谷城の裏鬼門に位置しており、鬼門除けのために薬師如来を安置して祀ったのが起りとされる。旧御朱印寺。玉川八十八ヶ所霊場48番札所。

## 歴史
勝国寺はもと丸香山薬師院と称し、その後青龍山勝国寺と名を改めた。新義真言宗豊山派に属し、宝仙寺（中野区）の末寺で愛宕下真福寺の支配下の寺院であった。
勝国寺は空襲などの被害を受けたために、創建の時期や事情を伝える古文書類がほとんど残っていない。『新編武蔵風土記稿』巻之四十八荏原郡之十によれば「開山ハ詳ナラズ。（中略）相伝フ当寺ハ吉良義髙ノ祈願所ナリト。按ニ吉良系図ヲ見ルニ､義髙トイフ人ヲノセズ。疑フベシ」と記述されていた。このような前掲書の記述や筆録時期不詳の『勝国寺過去帳』への書き入れ、寺伝、伝承の類のみの形で伝えられていて不明確である。『勝国寺過去帳』への書き入れによればその起源は少なくとも1554年（天文23年）まではさかのぼり、吉良氏5代目当主政忠が開基とされる。寺院の建立には3年の年月を要し、実働の人夫は延べ2360人という記録が残る。当時の本尊は薬師如来で、吉良家代々の祈願所となった。
勝国寺の所在地は世田谷城の東北、裏鬼門に当たる地であった。この地は世田ケ谷村の元宿（現在の世田谷区役所付近）の一角で西と北が高い崖になっているため、世田谷城の防衛となる他の寺社より防衛しやすいという地の利があり、砦として防衛の拠点であったと推定される。
勝国寺は小本寺として円光院、円乗院、密蔵院、善性寺、多聞寺（廃寺）、泉竜寺の6寺院を持っていた。現在の狛江市にある泉竜寺を除く5寺院はいずれも現在の世田谷区内にあって、勝国寺とともにそれぞれ世田谷城を取り巻く砦としての役割を果たしていたものと推定される。
吉良氏の勢力が衰えたのち、1591年（天正19年）11月に徳川家康は12石を寄進し、後に徳川家光も12石を寄進した。徳川家綱以降の歴代将軍も、前例に倣って同様に朱印状を与えている。
勝国寺は江戸時代に1回、昭和期に1回火災に遭っている。1793年（寛政5年）10月には本堂と庫裏が焼失したが、翌年本堂を再建し、1803年（享和3年）には庫裏も再建した。1945年（昭和20年）に空襲の被害に遭って、本堂や庫裏などの堂宇を焼失した。終戦後に焼失を免れた薬師如来像の体内から、1592年（天正20年）9月付の古文書が発見された。この文書には当時の信仰、徳川家康による寺領の寄進などが記録されていて、歴史上重要な資料と評価された。なお、勝国寺の前にある急坂は「勝国寺坂」の通称で呼ばれている。

## 境内
勝国寺の堂宇は1945年（昭和20年）の空襲によってほとんど焼失し、門と白山堂のみが残った。表門を入ると正面に本堂、その東に庫裡があって、表門左手前に白山堂、左奥に薬師堂がある。
表門は文久-元治頃の幕末期のものと推定されている。白山堂も1864年（元治元年）に第23世住職栄傳が建立したものという。表門と白山堂は、1979年（昭和54年）4月から1982年（昭和57年）3月の4か年にわたって行われた社寺調査の古建築調査対象となった。
本堂の奥に墓地があり、吉田松陰と親交があった維新の志士である土屋蕭海の墓がある。

## 文化財

### 世田谷区指定文化財
- 薬師如来立像：寄木造[5]。造形的特徴から室町時代の作品と考えられている[15]。小田原北条氏より嫁いだ室の持仏とされる[16]。終戦後の修復時に、胎内から1592年（天正20年）の色彩修理や吉良氏重臣名の記載された納入文書『薬師如来修造胎内文書』が発見された[6][4][5]。2000年（平成12年）に世田谷区指定有形文化財に指定された[17][18]。
- 日光菩薩立像：薬師如来立像の脇侍の一つ。薬師如来立像と制作年度が同時期であることが判明し、2006年（平成18年）に指定有形文化財に追加指定された[16][19]。もう一つの脇侍である月光菩薩立像は現代の補作であるため指定文化財の指定外となっている[16][19][5]。また『薬師如来修造胎内文書』によると、薬師如来立像はかつては十二神将像も伴っていたとされるが現在は亡失している[17][18]。

- 薬師如来立像および日光・月光両菩薩立像は原則として非公開で、年に1度の初薬師のときのみ開帳される[18]。

### その他
- 不動明王立像：本堂本尊。目が金であることから目金不動とも呼ばれている[1]。その他に不動明王立像として、仙蔵院（廃寺）の本尊、多聞寺（廃寺）の本尊であったものが保管されている。いずれも寄木造りで江戸時代の作品である[20]。
- 地蔵立像：表門前の左側に置かれている。1732年（享保17年）造立[21]。
- 涅槃図：江戸時代の前中期の制作。広川弘禅より寄進されたものとされる[22]。

## 参考画像

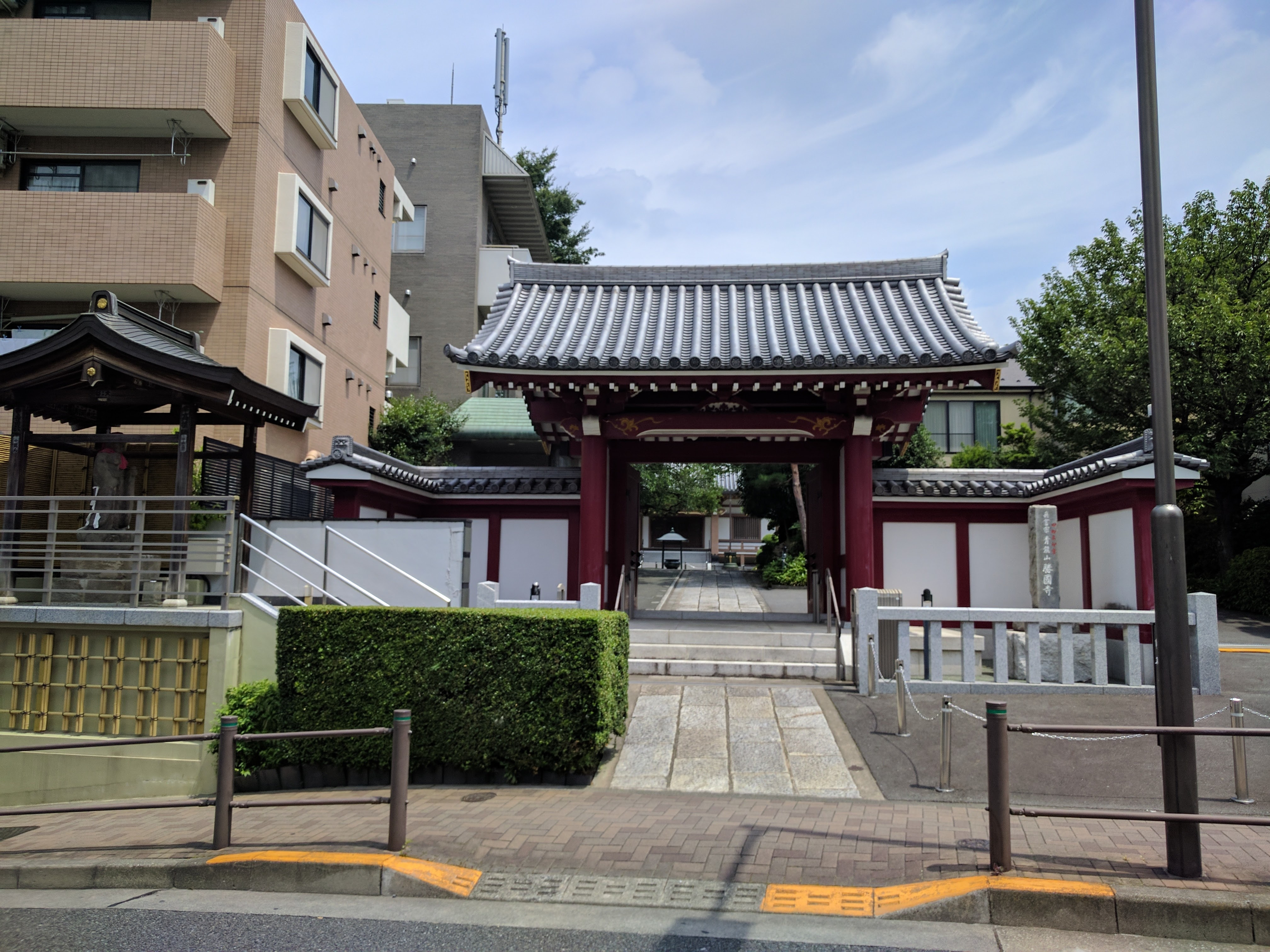
勝国寺入口
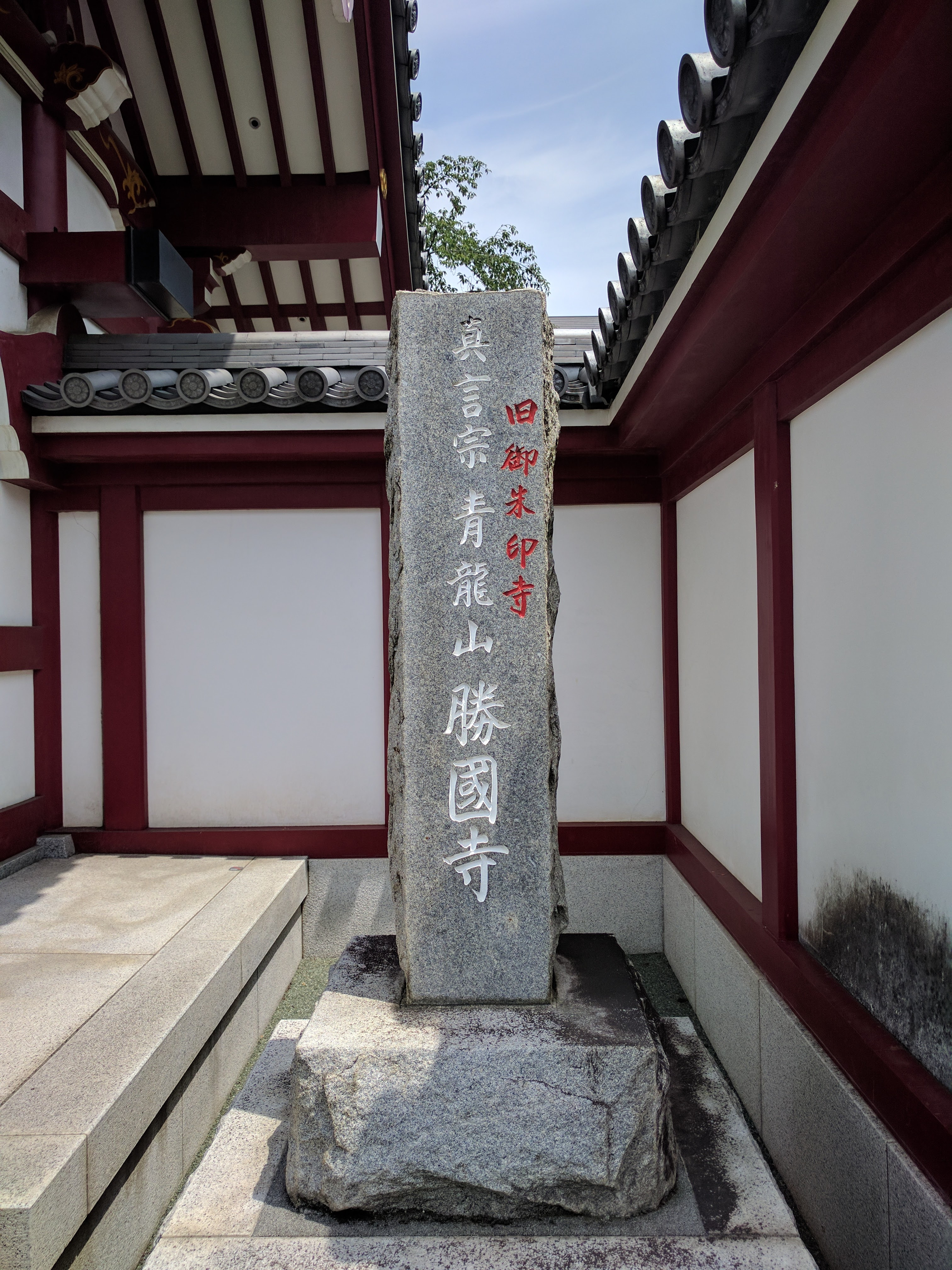
勝国寺入口横
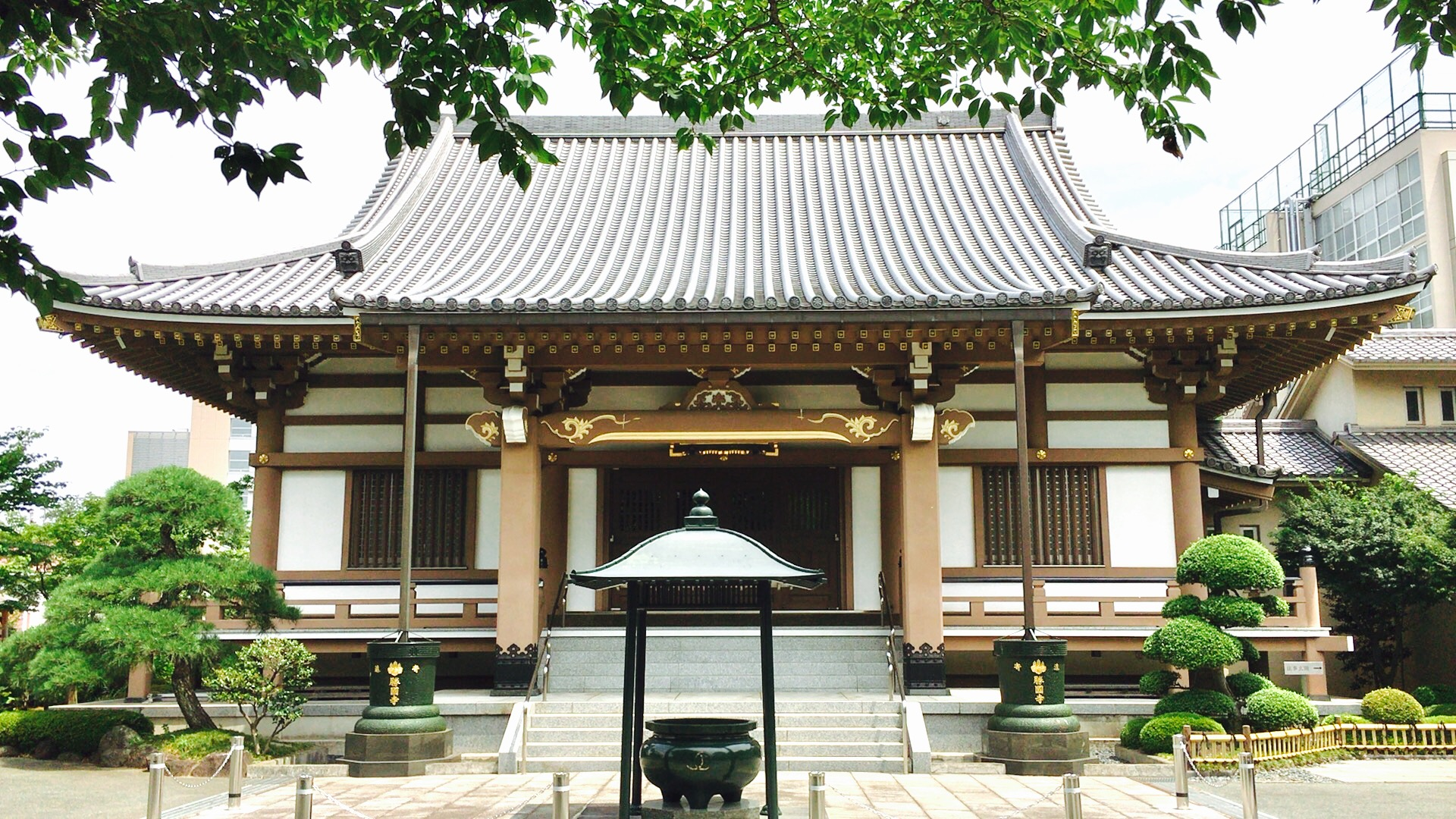
本堂
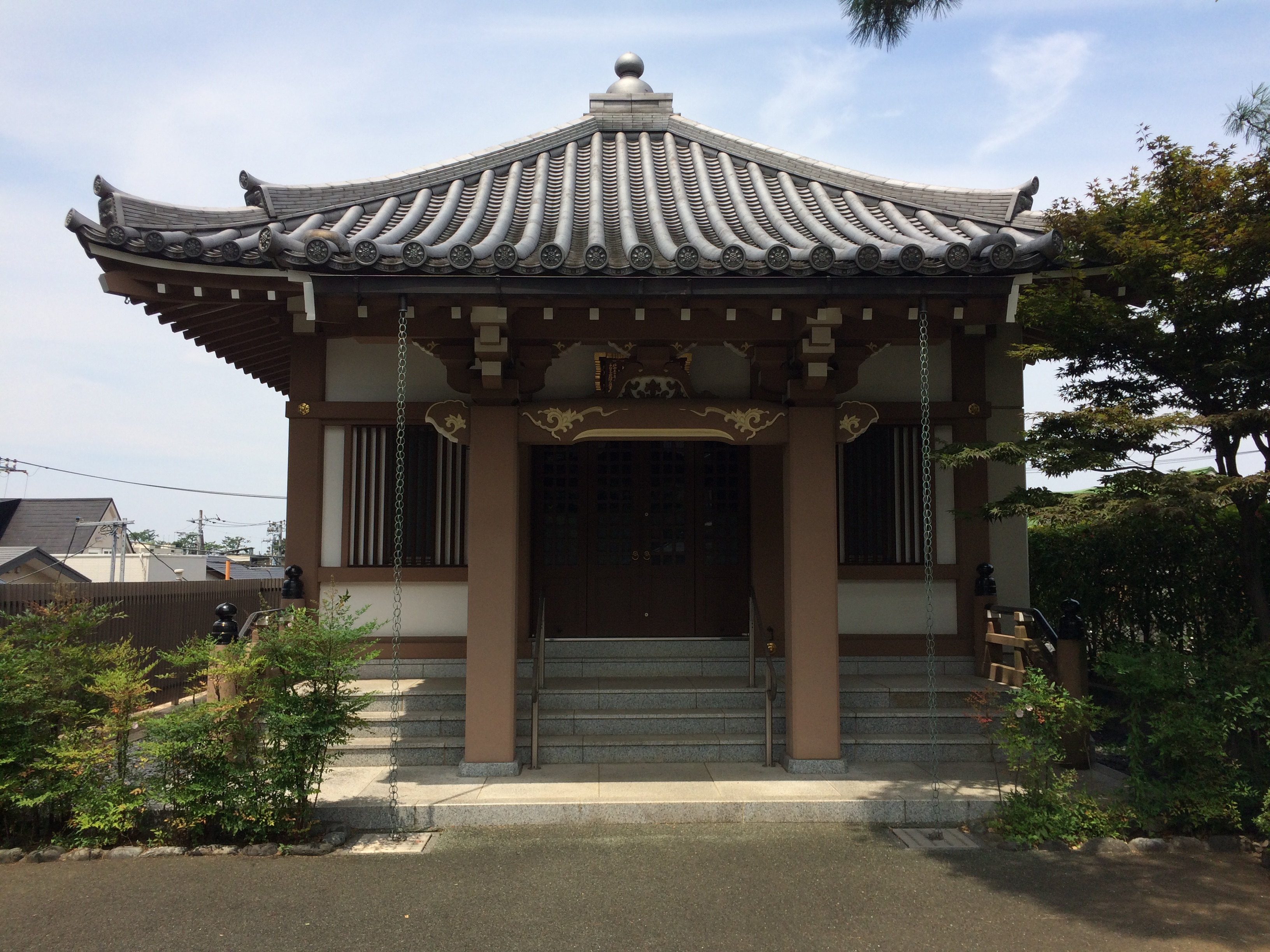
薬師堂
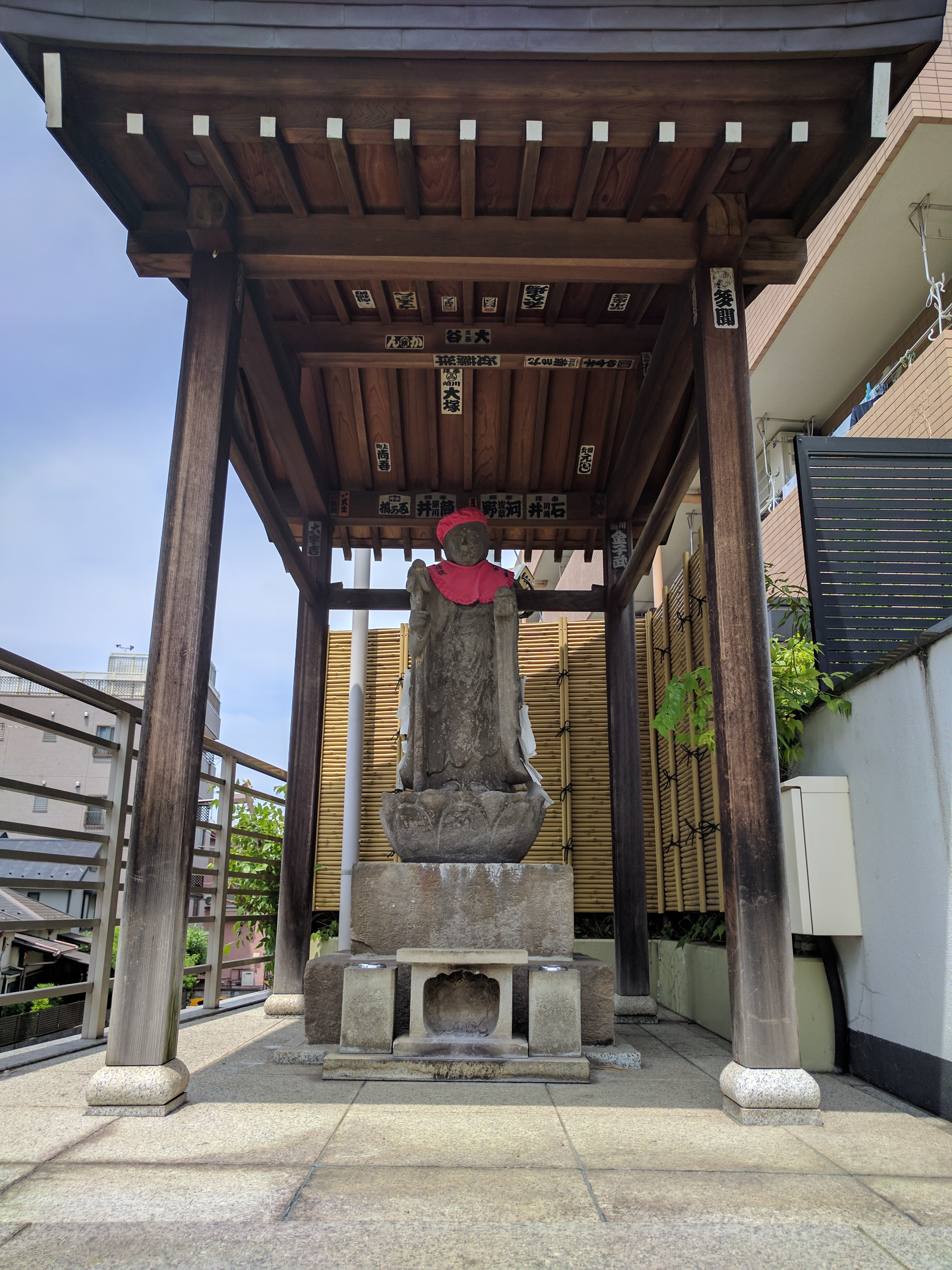
地蔵立像

## 交通アクセス
- 鉄道
  - 東急世田谷線 世田谷駅下車 徒歩3分[1]